# Archaeoteleia astropulvis
Espèce
Archaeoteleia astropulvis est une espèce éteinte de guêpes de la famille des Platygastridae. 

## Présentation
Elle vivait en Birmanie il y a 100 millions d'années, pendant le Cénomanien, étage du Crétacé supérieur,.
Elle se distingue des autres espèces du genre par de plus petits segments antennaux.
L'holotype d’Archaeoteleia astropulvis, une femelle, présente un corps d'une longueur de 1,62 mm.

## Découverte
Le spécimen, pris dans de l'ambre fossile, a été rapporté au Smithsonian National Museum of Natural History de Washington, par une étudiante chinoise. Il a été décrit et nommé par Elijah J. Talamas (d).

## Étymologie
L'épithète astropulvis, en latin « poussière d'étoile » fait référence Ziggy Stardust, le célèbre personnage du chanteur David Bowie.